# Winter Trees (livro)
Winter Trees é uma coleção póstuma poética escrita por Sylvia Plath em 1971, publicada por seu marido Ted Hughes. Junto a Crossing the Water, Winter Trees fornece o restante dos poemas que Sylvia escrevera durante seu estado elevado de criatividade antes do seu suicídio.

## Poemas
1. Winter Trees
2. Child
3. Brasilia
4. Gigolo
5. Childless Woman
6. Purdah
7. The Courage of Shutting-Up
8. The Other
9. Stopped Dead
10. The Rabbit Cather
11. Mystic
12. By Candlelight
13. Lyonnesse
14. Thalidomide
15. For A Fatherless Son
16. Lesbos
17. The Swarm
18. Mary's Song
19. Three Women